# Премия MTV Europe Music Award за лучшую песню
Лучшая песня (Best Song) — одна из основных номинаций на MTV Europe Music Awards. Первыми победителями в этой категории стали Йуссу Н’Дур и Нене Черри за их суперхит 1994 года «7 Seconds». Более одного раза премию за лучшую песню получали: Пинк (2002, 2008) и Бейонсе (2003, 2009), Леди Гага (2010, 2011). В 2007 и 2008 годах вместо категории «Лучшая песня» была аналогичная, но с другим названием — Most Addictive Track (Самый раскрученный трек).
Рекордсмен по числу номинаций — Рианна. При этом ей же принадлежит анти-рекорд — из 9 номинаций у неё нет ни одного приза.
Рианна и Леди Гага — единственные исполнительницы, чьи песни три года подряд попадали в номинацию.
Рианна и Фаррелл Уильямс — единственные исполнители, которые представляли сразу две песни в одной номинации в один год.

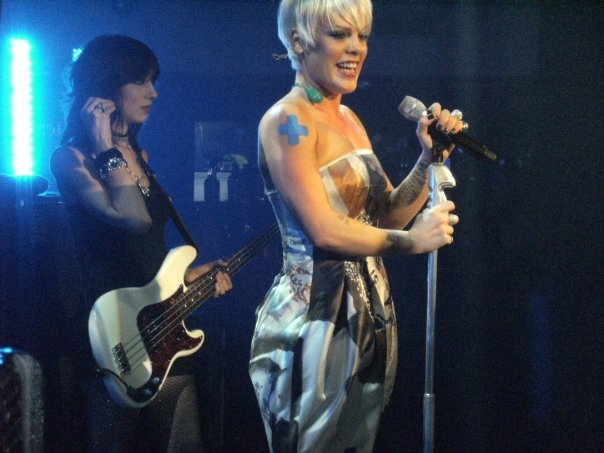
Два хита Pink побеждали — «Get the Party Started» (2002) и «So What» (2008)

| Год  | Песня-победитель (выделен жирным) |
| ---- | --- |

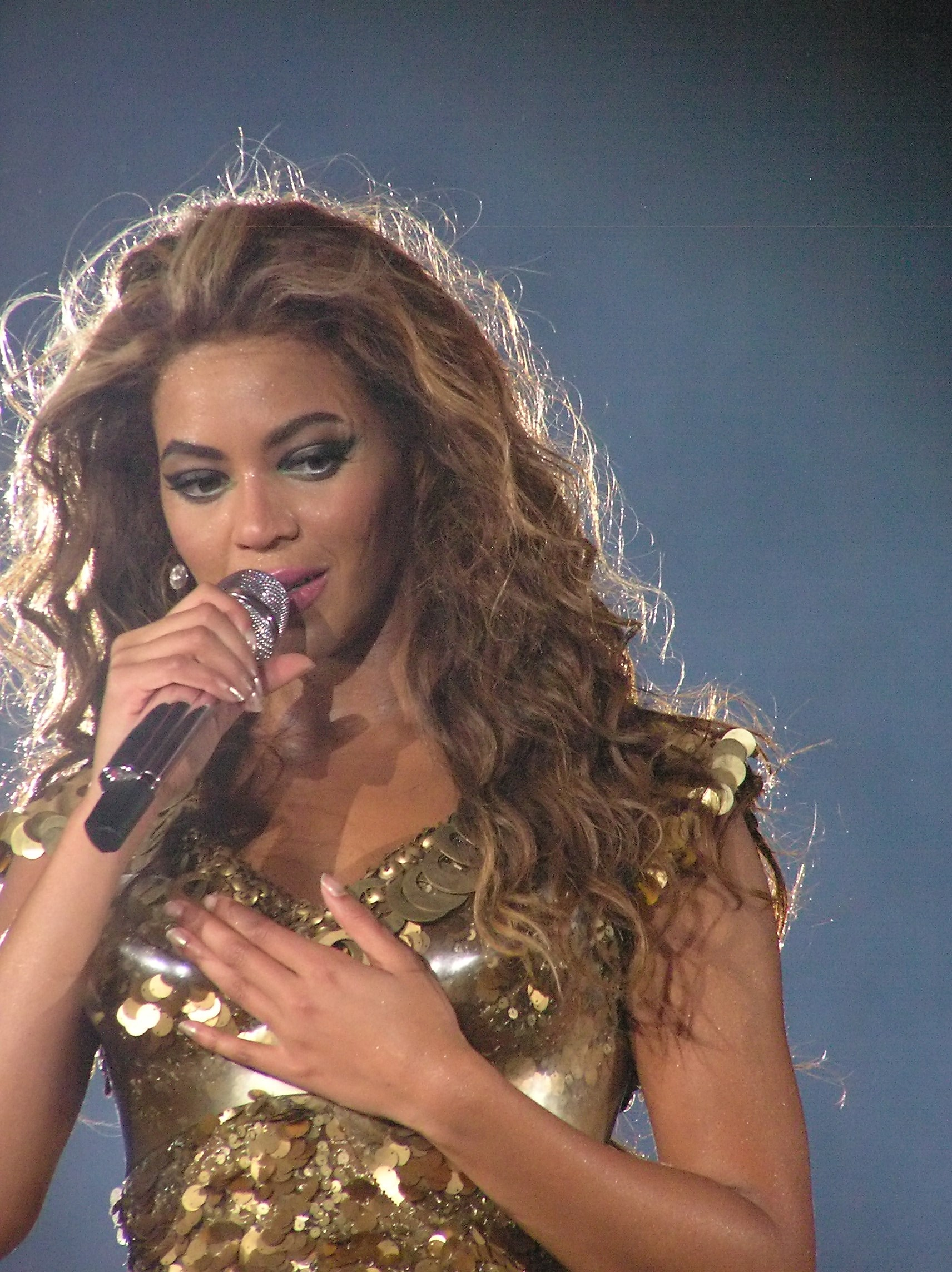
Beyoncé с хитами «Crazy in Love» (2003) и «Halo» (2009)

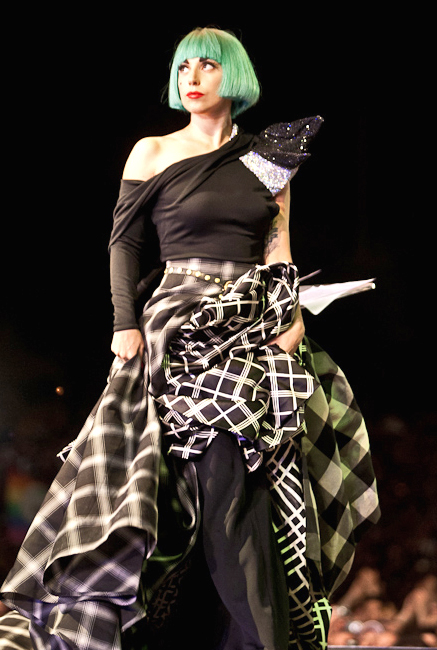
У Lady Gaga также 2 победы — «Bad Romance» (2010) и «Born This Way» (2011)

| 1994 | - Aerosmith — «Cryin’» - Бек — «Loser» - Йуссу Н’Дур (совместно с Нене Черри) — «7 Seconds» - Бьорк — «Big Time Sensuality» - Blur — «Girls & Boys» |
| 1995 | - Майкл Джексон — «You Are Not Alone» - The Offspring — «Self Esteem» - The Cranberries — «Zombie» - Seal — «Kiss from a Rose» - TLC — «Waterfalls» |
| 1996 | - The Fugees — «Killing Me Softly» - Garbage — «Stupid Girl» - Oasis — «Wonderwall» - Аланис Мориссетт — «Ironic» - Pulp — «Disco 2000» |
| 1997 | - The Cardigans — «Lovefool» - Пафф Дэдди (совместно с Фейт Эванс) — «I’ll Be Missing You» - Hanson — «MMMBop» - No Doubt — «Don't Speak» - Уилл Смит — «Men in Black» |
| 1998 | - All Saints — «Never Ever» - Cornershop — «Brimful Of Asha» - Натали Имбрулья — «Torn» - Savage Garden — «Truly Madly Deeply» - Робби Уильямс — «Angels» |
| 1999 | - Backstreet Boys — «I Want It That Way» - Мадонна — «Beautiful Stranger» - Бритни Спирс — «…Baby One More Time» - Джордж Майкл (совместно с Мэри Джей Блайдж) — «As» - TLC — «No Scrubs» |
| 2000 | - Мелани Си (совместно с Лизой Лопес) — «Never Be the Same Again» - Мадонна — «Music» - Робби Уильямс — «Rock DJ» - Соник — «It Feels So Good» - Бритни Спирс — «Oops!… I Did It Again» |
| 2001 | - Кристина Агилера (совместно с Lil' Kim, Майя and Пинк) — «Lady Marmalade» - Crazy Town — «Butterfly» - Gorillaz — «Clint Eastwood» - Destiny's Child — «Survivor» - Эминем (featuring Dido) — «Stan»                                                                                            |
| 2002 | - Энрике Иглесиас — «Hero» - Nelly — «Hot in Herre» - Пинк — «Get the Party Started» - Nickelback — «How You Remind Me» - Шакира — «Whenever, Wherever» |
| 2003 | - Кристина Агилера — «Beautiful» - Evanescence — «Bring Me To Life» - Бейонсе (featuring Jay-Z) — «Crazy in Love» - Шон Пол — «Get Busy» - Джастин Тимберлейк — «Cry Me a River» |
| 2004 | - Анастейша — «Left Outside Alone» - Maroon 5 — «This Love» - Outkast — «Hey Ya!» - Бритни Спирс — «Toxic» - Ашер (featuring Лилом Джоном and Лудакрисом) — «Yeah!» |
| 2005 | - James Blunt — «You’re Beautiful» - The Chemical Brothers — «Galvanize» - Coldplay — «Speed of Sound» - Gorillaz — «Feel Good Inc.» - Snoop Dogg (featuring Justin Timberlake and Charlie Wilson) — «Signs»                                                                                      |
| 2006 | - Nelly Furtado — «Maneater» - Red Hot Chili Peppers — «Dani California» - Gnarls Barkley — «Crazy» - Rihanna — «SOS» - Shakira (featuring Wyclef Jean) — «Hips Don’t Lie» |
| 2007 | - Beyoncé (featuring Shakira) — «Beautiful Liar» - Nelly Furtado — «All Good Things (Come To An End)» - Avril Lavigne — «Girlfriend» - Mika — «Grace Kelly» - Rihanna (featuring Jay-Z) — «Umbrella» - Amy Winehouse — «Rehab»                                                                    |
| 2008 | - Coldplay — «Viva la Vida» - Duffy — «Mercy» - Pink — «So What» - Kid Rock — «All Summer Long» - Katy Perry — «I Kissed a Girl» |
| 2009 | - The Black Eyed Peas — «I Gotta Feeling» - David Guetta (featuring Kelly Rowland) — «When Love Takes Over» - Beyoncé — «Halo» - Kings of Leon — «Use Somebody» - Lady Gaga — «Poker Face» |
| 2010 | - Eminem (featuring Rihanna) — «Love the Way You Lie» - Katy Perry (featuring Snoop Dogg) — «California Gurls» - Lady Gaga — «Bad Romance» - Rihanna — «Rude Boy» - Usher (featuring will.i.am) — «OMG»                                                                                           |
| 2011 | - Adele — «Rolling in the Deep» - Bruno Mars — «Grenade» - Jennifer Lopez (featuring Pitbull) — «On the Floor» - Katy Perry — «Firework» - Lady Gaga — «Born This Way» |
| 2012 | - Carly Rae Jepsen — «Call Me Maybe» - Fun (featuring Janelle Monáe) — «We Are Young» - Gotye (featuring Kimbra) — «Somebody That I Used to Know» - Pitbull (featuring Chris Brown) — «International Love» - Rihanna (featuring Calvin Harris) — «We Found Love»                                  |
| 2013 | - Bruno Mars' — «Locked Out of Heaven» - Daft Punk (featuring Pharrell Williams) — «Get Lucky» - Macklemore & Ryan Lewis (feauring Wanz) — «Thrift shop» - Рианна — «Diamonds» - Robin Thicke (featuring T.I. & Pharrell Williams) — «Blurred lines»                                              |
| 2014 | - Ariana Grande' (featuring Iggy Azalea) — «Problem» - Eminem (feat. Rihanna) — «The Monster» - Katy Perry (feat, Juicy J) — «Dark Horse» - Pharrell Williams — «Happy» - Sam Smith — «Stay With Me»                                                                                              |
| 2015 | - Ellie Goulding — «Love me like you do» - Major Lazer feat. DJ Snake & MØ — «Lean On» - Mark Ronson feat. Bruno Mars — «Uptown Funk» - Taylor Swift feat. Kendrick Lamar — «Bad Blood» - Wiz Khalifa feat. Charlie Puth — «See You Again»                                                        |
| 2016 | - Адель — «Hello» - Майк Позенр — «I Took a Pill in Ibiza» - Джастин Бибер — «Sorry» - Рианна (совместно с Дрейком) — «Work» - Lukas Graham — «7 Years» |
| 2017 | - Clean Bandit (совместно с Шон Пол & Энн-Мари) — «Rockabye» - DJ Khaled (совместно с Рианной и Брайсоном Тиллером) — «Wild Thoughts» - Эд Ширан — «Shape Of You» - Луис Фонс (совместно с Дэдди Янки и Джастином Бмбером) — «Despacito» (remix) - Шон Мендес — «There’s Nothing Holdin’ Me Back» |
| 2018 | - Ариана Гранде — «No Tears Left To Cry» - Биби Рекса (совместно с Florida Georgia Line) — «Meant To Be» - Камила Кабельо (совместно с Янг Таг) — «Havana» - Дрейк — «God’s Plan» - Post Malone feat. 21 Savage — «Rockstar»                                                                      |
| 2019 | - Билли Айлиш - bad guy - Шон Мендес и Камила Кабельо - Señorita - Lil Nas X (совместно с Билли Рей Сайрусом) - Old Town Road - Post Malone и Swae Lee - Sunflower - Ариана Гранде - 7 rings |
| 2020 | - BTS - Dynamite - DaBaby (совместно с Roddy Rich) - ROCKSTAR - Дуа Липа - Don't Start Now - Леди Гага и Ариана Гранде - Rain On Me - Roddy Rich - The Box - The Weeknd - Blinding Lights |